# 高家花園嘉陵江大橋
高家花园嘉陵江大桥，作为主城交通网中外环高速公路跨越嘉陵江的公路桥梁段，其位于重庆市沙坪坝区高家花园与江北区石马河之间，连接起了两个城区间的交通网络。分为主桥和复线桥两部分。高家花园复线桥于1998年通车，也称为老桥，位于高家花园新主桥的上游，和主桥之间有5米净空。复线桥全长982米，为单向3车道，设计时速80公里，由引桥及高家花园立交构成。主线新桥于2017年年底建成通车，与老桥形成双向九车道过江通道。